# Ivan Montana (calciatore 1906)
Ivan Montana (Spalato, 21 dicembre 1906 – Spalato, 19 gennaio 1930) è stato un calciatore jugoslavo.

## Carriera
Esordì nell'Hajduk Spalato il 13 marzo 1927, nella partita della sottofederazioni di Spalato vinta per 4 a 0 contro l'Amater Spalato valida per la qualificazione al campionato jugoslavo 1927.
Fece parte delle formazioni che vinsero i primi due campionati jugoslavi.
Con i bili giocò un totale di 73 partite andando 3 volte a segnò.
Morì tragicamente di tifo a soli 24 anni.

## Palmarès
- Campionato jugoslavo: 2

Hajduk Spalato: 1927, 1929